# Бріслах
Бріслах (нім. Brislach) — громада  в Швейцарії в кантоні Базель-Ланд, округ Лауфен.

## Географія
Громада розташована на відстані близько 55 км на північ від Берна, 17 км на південний захід від Лісталя.
Бріслах має площу 9,4 км², з яких на 8,6% дозволяється будівництво (житлове та будівництво доріг), 53,2% використовуються в сільськогосподарських цілях, 37,6% зайнято лісами, 0,5% не є продуктивними (річки, льодовики або гори).

## Демографія
2019 року в громаді мешкало 1656 осіб (+3,2% порівняно з 2010 роком), іноземців було 10,9%. Густота населення становила 176 осіб/км².
За віковим діапазоном населення розподілялося таким чином: 21,2% — особи молодші 20 років, 62,4% — особи у віці 20—64 років, 16,4% — особи у віці 65 років та старші. Було 670 помешкань (у середньому 2,5 особи в помешканні).
Із загальної кількості 359 працюючих 42 було зайнятих в первинному секторі, 152 — в обробній промисловості, 165 — в галузі послуг.